# Зняття паркану на кордоні Угорщини з Австрією

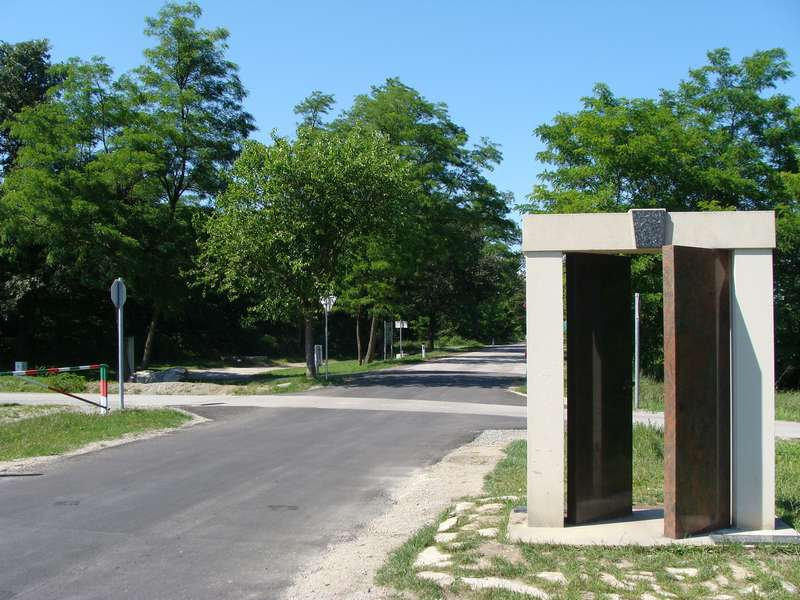
Угорсько-австрійський кордон поблизу міста Шопрон, Угорщина.

Зняття огорожі на кордоні Угорщини з Австрією відбулося в 1989 році під час падіння комунізму в Угорщині, що було частиною широкої хвилі революцій у різних комуністичних країнах Центральної та Східної Європи. Кордон як і раніше ретельно охоронявся, а угорські силовики намагалися стримувати біженців. Демонтаж електричного паркану вздовж 240-кілометрового кордону Угорщини (149 миль) з Австрією став першою невеликою тріщиною в «залізній завісі», яка розділяла Європу понад 40 років, починаючи з закінчення Другої світової війни. Тоді Пан’європейський пікнік викликав ланцюгову реакцію у Східній Німеччині, яка зрештою призвела до падіння Берлінської стіни.

## Історія
У квітні 1989 року уряд Угорщини наказав вимкнути електрику в прикордонній огорожі з колією дроту вздовж угорсько-австрійського кордону. 2 травня прикордонники почали знімати секції загородження – це знімали викликані з цієї нагоди західні телевізійні групи. 27 червня міністр закордонних справ Угорщини Дьюла Горн та його австрійський колега Алоїз Мокк провели символічну церемонію зрізання огорожі на прикордонному пункті Шопрон (Угорщина).
Відкритий кордон означав, що угорцям було легше перетинати Австрію за товарами та послугами; багато угорців скористалися цим, щоб придбати споживчі товари, які були недоступні або дефіцитні в їхній країні; видимою ознакою цього в перші кілька тижнів було те, що в австрійських містах, таких як Грац, можна було побачити багато автомобілів із прив’язаними до них пральними машинами.
Найвідоміший перетин стався 19 серпня, коли під час Пан’європейського пікніка між австрійцями та угорцями понад 900 східних німців, які відпочивали в Угорщині, поспішно перетнули кордон і втекли до Австрії, а потім безпечно вирушили до Західної Німеччини.
Відкритий кордон розлютив східнонімецьких чиновників, які боялися повернення до днів до Берлінської стіни, коли тисячі східних німців щодня тікали до Західного Берліна. Незважаючи на занепокоєння, Радянський Союз не вживав явних дій проти Угорщини, дотримуючись безстороннього підходу.

## Дивись також
- Австро-Угорські відносини
- Холодна війна
- Внутрішній німецький кордон
- Угорський прикордонний бар'єр

## Зовнішні посилання
- 2 травня: Угорщина демонтує кордон, BBC
- 10 вересня: східні німці йдуть на захід, BBC

Шаблон:Fall of Communism